# Xã Blaine, Quận Clay, Kansas
Xã Blaine (tiếng Anh: Blaine Township) là một xã thuộc quận Clay, tiểu bang Kansas, Hoa Kỳ. Năm 2010, dân số của xã này là 239 người.